# Окессон, Соня
Соня О́кессон (швед. Sonja Åkesson, 19 апреля 1926 — 5 мая 1977) — шведская поэтесса, писательница и художница.

## Биография
Соня Оккессон начала сочинять в возрасте 28 лет после переезда в Стокгольм и развода с плотником, в браке с которым родила двоих детей. В этот момент она была беременна третьим ребёнком (он умер в возрасте двух лет от лейкемии).
В 1956 году Соня вышла замуж за Бу Холмберга и родила четвёртого ребёнка. В следующем году она опубликовала свой первый сборник стихов — Situationer. В 1963 году после публикации книги Husfrid к ней пришёл успех, она стала известна благодаря своему авторскому стилю, образу жизни и общественным комментариям. После 9 лет брака она развелась. Её третьим мужем стал шведский поэт Ярл Хаммарберг, от которого она родила своего пятого ребёнка. В 1970-х годах она переехала в Хальмстад, после того как началась её душевная болезнь. В 1977 году в возрасте 51 года писательница скончалась от рака.
Феминистское движение высоко оценило творчество Окессон и часто цитировало её труды. Самым знаменитым из них, возможно, является «äktenskapsfrågan».

## Произведения

### Лирика
- Situationer (1957)
- Glasveranda (1959)
- Husfrid (1963)
- Pris (1968)
- Sagan om Siv (1974)

### Проза
- Skvallerspegel (1960)
- Leva livet (1961)
- Efter balen (1962)